# はんつ遠藤
はんつ遠藤（はんつえんどう、1966年11月15日 - ）は、「フードジャーナリスト」を自称する日本のジャーナリスト、評論家。東京都葛飾区出身。

## 来歴・人物
東京都葛飾区生まれ。中央区立泰明小学校・芝中学校・高等学校、早稲田大学教育学部卒業。近年ではテレビ、ラジオ、などで創作レシピを紹介し、料理研究家としても活動している。

### 活動
海外旅行雑誌のライター＆カメラマンを経て、文字＆写真をひとりでこなすフードジャーナリストに転向。2003年から株式会社ナムコのフードテーマパーク集団「チームナンジャ」プロジェクトに協力、「浪花麺だらけ」「明石ラーメン波止場」「津軽ラーメン街道」「札幌ら～めん共和国」「名古屋麺屋横丁」等の企画監修を担当。全国やきとり連絡協議会のアドバイザーや、ご当地やきとりテーマパーク「やきとりスタジアム」(旧・全や連総本店東京)の名誉館長を務めていた。
2008年10月、本人のブログで株式会社EYYプロダクション代表取締役に就任したことを報告。スカパー!旅チャンネルのテレビ番組『TheらーめんIsland北海道』などではテレビリポーター、明星食品のカップ麺「ぶっちぬき」のプロデュースなども行っている。
2013年ご当地やきとりエンターテインメント施設「全や連総本店 東京」(のちの「やきとりスタジアム」の名誉館長に就任。また、中国・上海の日式ラーメンテーマパーク「拉麺競技館」の名誉館長にも就任。

### 人物
ペンネームの由来は、若い頃、酒に酔うと陽気になって頭からパンティ（あらかじめ自分で用意していたもの）をかぶってカラオケを歌い踊ったことからで、当初はそのまま「ぱんつ遠藤」と名乗っていた。

## 不祥事
元アイドルのラーメン店主である梅澤愛優香が2021年9月、セクハラや誹謗中傷などの被害を受けたと発表した。はんつは例えば以下の問題行動をしたとされる。
- 梅澤の許可を得ずに梅澤の写真を撮って「人妻シリーズ」の写真に使おうとした。
- ブログに「バイトAKB！！これはヤバい。ここヤバい会社だけど、地元のもう業者にお金払わなくて。さすがに仕事では絡めないラーメン店」などと事実無根の書き込みを行った。

これに対し、はんつは自身のブログで「それ、僕です！」と名乗り出て「意見」を述べた。その中ではんつは、例えば写真撮影に対して「昼間はそこそこイイ奴なのに(そこそこね)、お酒飲むと泥酔しちゃって豹変というか、飲み始めて30分くらいですぐにダメ人間というか、人格破綻者になっちゃう。トンデモナイことを言いだすし。梅澤さんの件は、まだまだ良いほうですよ。他の女性とか、もっとひどい。」、「これをきっかけにMe Too!!　でしたっけ？　どんどん出てくるかも。。。」などと釈明した。

### 批判
はんつによる反論は「読むに堪えない」などとして炎上した。その背景として、ITジャーナリストの篠原修司は、はんつが「『酔っ払ったらセクハラをしてしまう人間です。ほかの女性にはもっとひどいことをしています』などと、謝罪どころか『セクハラは酒のせい』、『ほかの女性へのセクハラのほうがひどい（だから梅澤さんはマシな方）』と開き直って」いることへの怒りがあると指摘している。
また、各反論や主張に一貫性がなく、内容がいわゆるおじさん構文だったことも炎上に拍車をかけた。これに反応したはんつは、自身のブログで「お世話になっております。おじさん構文です！！！笑」、「あんな事がありましたんで、ワタクシ『はんつ遠藤』、Yahoo!トレンドワードで、1位になりました！！！」などと言及した。
ただし、反論をおじさん構文としてネタ化するべきではないと赤木智弘は警鐘を鳴らしている。なぜなら、問題の本質ははんつによるハラスメントだからである。赤木は、「セクハラという深刻な問題」から「酒でやらかし、人妻シリーズとかいうしょうもないネタをFacebookに投稿するような男の面白話」に変化してしまう懸念を指摘している。

### 影響
これを受け、日本航空が運営する観光Webマガジンである「OnTrip JAL」では、はんつの連載が9月28日より非公開となった。また、岐阜タカシマヤで行われていた催事である「はんつ遠藤の全国ご当地ラーメンリレー」が9月30日に「全国ご当地ラーメンリレー」へと変更され、はんつの名前が削除された。

### 訴訟
2021年10月、セクハラや中傷などの精神的苦痛に対して、330万円の損害賠償を求める提訴を梅澤が行うことが明らかになった。梅澤は弁護士ドットコムニュースの取材に対して、「私に対しておこなった行為に関する謝罪が一言もなかったことが提訴する決断となりました」と述べた。

### 敗訴
2023年8月25日、横浜地裁中山雅之裁判長は、はんつに38万5000円の支払いを命じた。また、はんつによる梅澤への反訴は棄却された。。

## 主な著書等

### 著作
- 『風水ラーメン占い』　2003年　主婦の友社 ISBN 4072363464
- 『取材拒否の激うまラーメン店』　2003年　廣済堂出版 ISBN 4331509605
- 『うまいラーメン屋の歩き方』　2003年　生活情報センター ISBN 4915776964
- 『全国ご当地麺紀行』　2003年　ゼネラル・プレス ISBN 4876414599
- 『絶品うどん図鑑 - 首都圏で食べる讃岐ほか全国のご当地うどん』　2003年 ISBN 4861261031
- 『ジョイフル探検隊 - ジョイフルのすべてがわかる!』　2004年　生活情報センター ISBN 4861261651
- 『日本全国絶品うどん図鑑 (2005-06)』　2004年　生活情報センター ISBN 4861261627
- 『デパ地下グルメ図鑑』　2004年　生活情報センター ISBN 4861261139
- 『ラーメンが好きっ!　ラーメンクイズ101&トリビア』　2005年　駿河台出版社 ISBN 441104000X
- 『首都圏&讃岐のうどんの名店150―最強のUDONツアーズ! 今食べられるもっとも旨い店セレクション』　2006年　駿河台出版社 ISBN 4411040026
- 『首都圏+全国のラーメン厳選300軒ザ・ラーメン検定 - ラーメンクイズ2&美味しい店厳選ガイド』　2007年　駿河台出版社 ISBN 4411040042
- 『無化調ラーメンMAP』　2008年　幹書房 ISBN 9784902615401
- 『はんつ遠藤のうどんマップ　東京・埼玉・神奈川・千葉』　2009年　幹書房 ISBN 9784902615548
- 『はんつ遠藤が選ぶ　東京ラーメンこの1軒！2010』　2009年　ポプラ社 ISBN 9784591114957
- 『ラーメンマップ宮城・山形・福島』　2010年　幹書房 ISBN 9784902615616
- 「全国ご当地やきとり紀行」　2013年　幹書房
- 「ご当地グルめぐりin広島」2014年　メディアジョン
- 「東京！やきとり革命」2017年　ポプラ社 ISBN 9784591154236

### 雑誌等連載
- 『週刊大衆』（双葉社）
- 『週刊現代』（講談社）
- 『グルメウォーカー東京』（角川クロスメディア）
- 『グルメウォーカー東海』（角川クロスメディア）
- 『グルメウォーカー九州』（角川クロスメディア）
- 『月刊ラーメンバンク』（株式会社ラーメンデータバンク）
- 『ビジネスジャンプ』ばりごく麺・能條純一／作（集英社）監修
- 『東京ウォーカー』（角川クロスメディア）
- 『超らーめんナビ』（株式会社エディア）
- 『NKC Radar』（日清経営技術センター）
- 『OnTrip JAL』（日本航空）

## 主な出演

### TV番組
- 『TheらーめんIsland北海道』（CS：旅チャンネル）レギュラー
- 『突撃！九州らーめん探検隊』（CS：旅チャンネル）レギュラー
- 『疾走！みちのくらーめん探検隊』（CS：旅チャンネル）レギュラー
- 『らーめん探検隊　中国四国お麺路の旅』（CS：旅チャンネル）レギュラー
- 『近畿一周　らーめん探検隊』（CS：旅チャンネル）レギュラー
- 『なぎら開宝計画』（日本BS放送）月一レギュラー
- 『スーパーJチャンネル』（テレビ朝日）特集コーナー・準レギュラー
- 『チャレンジ！ホビー』うどん（NHK教育）第1回〜第8回(全回)ナビゲーター(監修)
- 『めざせ！グルメスター』（NHK BSプレミアム）準レギュラー
- 『有吉ゼミ』芸能人の心配な店（NTV）準レギュラー
- 『だけど食堂』（テレビ朝日）準レギュラー
- 『マツコの知らない世界』焼き鳥の世界（TBSテレビ）
- 『大人のバナナ』（テレビ朝日）
- 『マツコ＆有吉の怒り新党』（テレビ朝日）出演
- 『マツコ＆有吉 かりそめ天国』（テレビ朝日）出演
- 『TOKYOぐるっと！グルメ』（CS：旅チャンネル）レギュラー
- 『行列の女神～ラーメン才遊記』（テレビ東京）ラーメン監修 2020.4～6
- 『サタデープラス』（TBSテレビ）ガスト・ベスト15 出演　2020.12/12
- 『サタデープラス』（TBSテレビ）デニーズ・ベスト15出演　2021.1/15

### 講演
- 『ホームページ宣伝の秘訣』（NPO法人若手産業人会）
- 『売れるラーメン店の作り方』（大成食品）
- 『日本と世界のラーメン事情』（日本青年会議所）

ほか

### その他
- ラーメンフェスタ IN NAKAYAMA（中山競馬場、2009年12月5日〜2010年4月18日）

## 主な受賞
- 『JALホノルルマラソンエッセイコンテスト』準グランプリ
- 『日経トレンディ』日本のトレンドリーダー（2004年）